# Steatosoma
Steatosoma är ett släkte av tvåvingar. Steatosoma ingår i familjen parasitflugor.
Kladogram enligt Catalogue of Life:
| Steatosoma | \| \| Steatosoma nigriventris \| \| \| \| \| \| Steatosoma rufiventris \| \| \| \| |
|            | \| \| Steatosoma nigriventris \| \| \| \| \| \| Steatosoma rufiventris \| \| \| \| |
|            | Steatosoma nigriventris                                                            |
|            |                                                                                    |
|            | Steatosoma rufiventris                                                             |
|            |                                                                                    |